# بلوینس‌تاون (ویرجینیا)
بلوینس‌تاون محدودی ثبت نشده در جاده برادوک در شهرستان فرفکس، ویرجینیا در ایالات متحده آمریکا است.